# Хини-Грайер, Меган
Меган Хини-Грайер (англ. Mehgan Heaney-Grier; р. 26 августа 1977, Дулут) — американская актриса, фотомодель, телеведущая, фри-дайвер и каскадёр.

## Биография
Меган Хини-Грайер родилась 26 августа 1977 года в Дулуте, штат Миннесота, США. У неё есть старшая сестра Эрин (род. 1975). В 10 лет Меган вместе с семьёй переехала во Флориду. В 14 лет она начала заниматься модельным бизнесом в модельном агентстве Майами-Бич. В 16 лет взяла дополнительно фамилию её отчима — Грайер.
Меган — профессиональный ныряльщик (фри-дайвер). В 1996—1997 годах являлась рекордсменкой США по глубине свободного погружения (50,3 метра). Может задерживать дыхание под водой на 4 минуты 36 секунд. Имеет опыт плавания рядом с акулами, выполняла трюки с тиграми, львами, аллигаторами.
В 2000 году Меган была представителем фирмы Omega на Тайване на презентации часов Seamaster 300M.
С 1999 года также задействована в кинематографе, где часто является дублёром известных актрис (например, Киры Найтли, Джессики Альбы, Эшли Скотт, Оливии Уайлд, Эдрианн Палики, Мини Анден) при подводных съёмках.
С 2015 года участвует в реалити-шоу Discovery Channel «Treasure Quest: Snake Island».

## Личная жизнь
26 июня 2010 года Меган вышла замуж за Сайласа Байнкли.

## Награды
В 2000 году Меган была включена в «Зал Славы женщин-ныряльщиц» (The Women Divers Hall of Fame).

## Фильмография

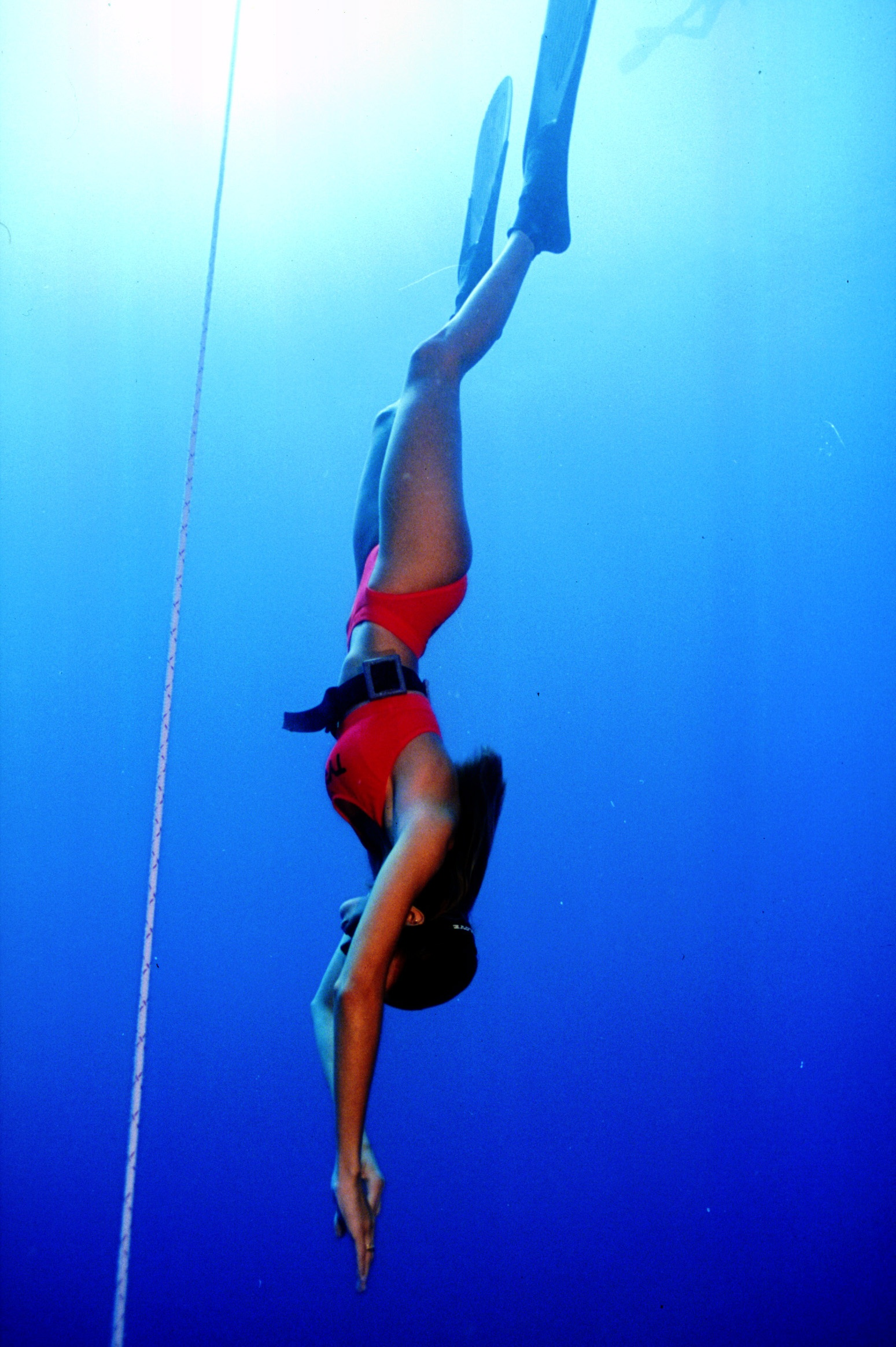
Меган ставит рекорд по свободному погружению в 1997 году

| Год       |     | Русское название                                     | Оригинальное название                                  | Роль                               |
| --------- | --- | ---------------------------------------------------- | ------------------------------------------------------ | ---------------------------------- |
| 1999      | с   | Спасатели Малибу                                     | Baywatch                                               | Меган Хендерсон                    |
| 1999      | тф  | Авалон: Подводная миссия                             | Avalon: Beyond the Abyss                               | Алиса Мид                          |
| 2003      | ф   | Пираты Карибского моря: Проклятие «Чёрной жемчужины» | Pirates of the Caribbean: The Curse of the Black Pearl | дублер Киры Найтли                 |
| 2004      | тф  | Бросок в лето                                        | Kickoff to Summer                                      | ведущая                            |
| 2005      | ф   | Добро пожаловать в рай                               | Into the Blue                                          | дублер Джессики Альбы и Эшли Скотт |
| 2006      | ф   | Туристас                                             | Turistas                                               | дублер Оливии Уайлд                |
| 2007      | тф  | Ныряльщик                                            | Aquaman                                                | дублер Эдрианн Палики              |
| 2008      | с   | Акула. Поймать и отпустить                           | Quiznos Madfin Shark Series                            | ведущая                            |
| 2010      | док | Когда атакуют рыбы                                   | When Fish Attack                                       | дублер                             |
| 2011      | док | Когда атакуют рыбы 2                                 | When Fish Attack 2                                     | дублер                             |
| 2011      | с   | Кости                                                | Bones                                                  | дублер Мини Анден                  |
| 2012      | с   | Искатель                                             | The Finder                                             | дублер Мини Анден                  |
| 2012      | с   | Болота                                               | The Glades                                             | Кассандра Хадсон                   |
| 2015—2016 | с   | В поисках сокровищ: Змеиный остров                   | Treasure Quest: Snake Island                           | играет себя                        |